# Charles de Gaulle - Étoile metróállomás
A Charles de Gaulle - Étoile egy RER- és metróállomás Franciaországban, Párizsban a párizsi metró 1-es, 2-es és 6-os metróvonalán. Tulajdonosa és üzemeltetője a RATP.

## Nevezetességek a közelben
- Arc de Triomphe (Diadalív)
- Champs-Élysées

## Metróvonalak
Az állomást az alábbi metróvonalak érintik:
- 1-es metróvonal
- 2-es metróvonal
- 6-os metróvonal

## Kapcsolódó állomások
A metróállomáshoz az alábbi állomások vannak a legközelebb:
- Argentine (La Défense, 1-es metróvonal)
- George V (Château de Vincennes, 1-es metróvonal)
- Victor Hugo (Porte Dauphine, 2-es metróvonal)
- Ternes (Nation, 2-es metróvonal)
- Kléber (Nation, 6-os metróvonal)

### Metró

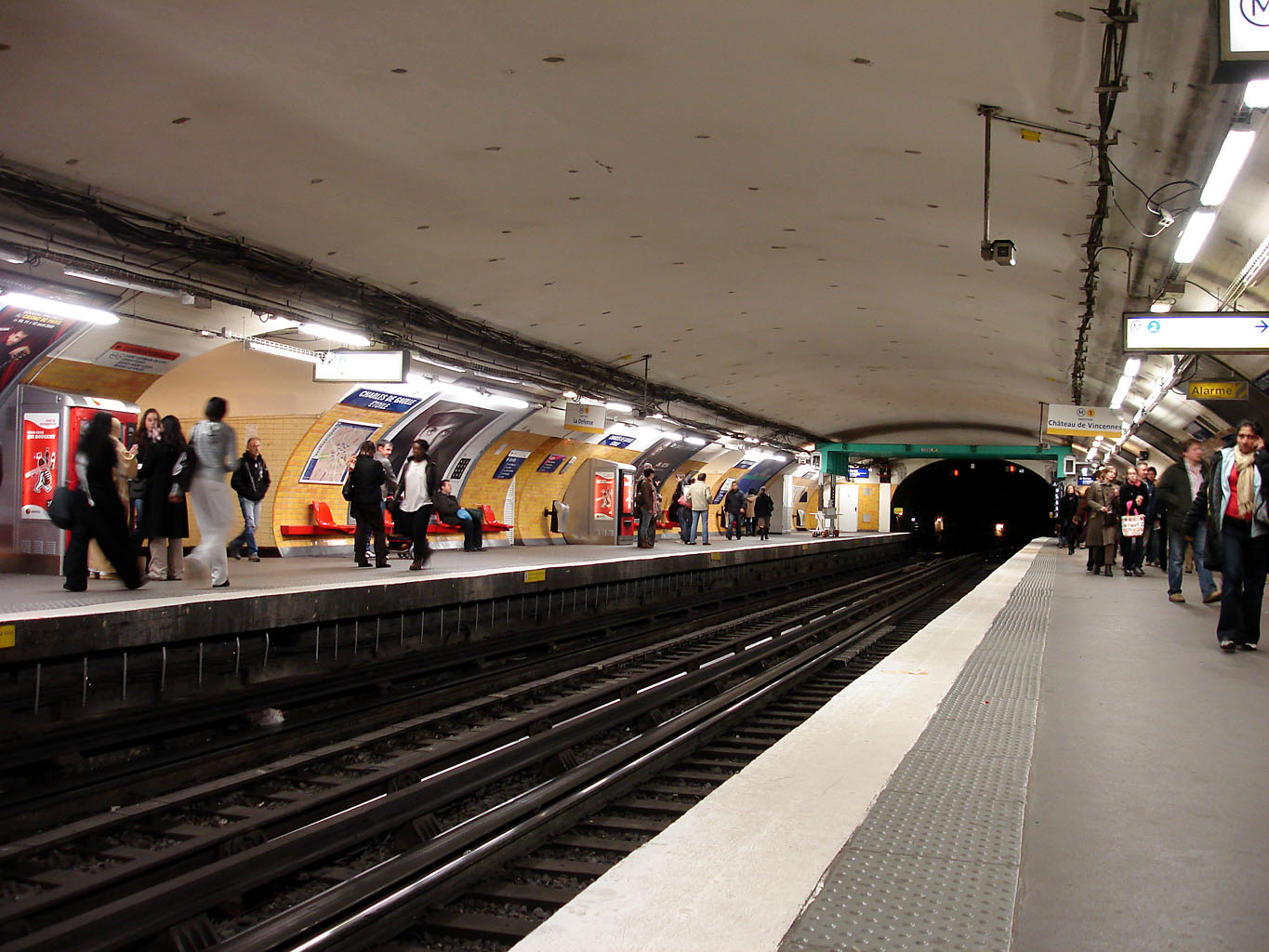
Az 1-es vonal peronjai
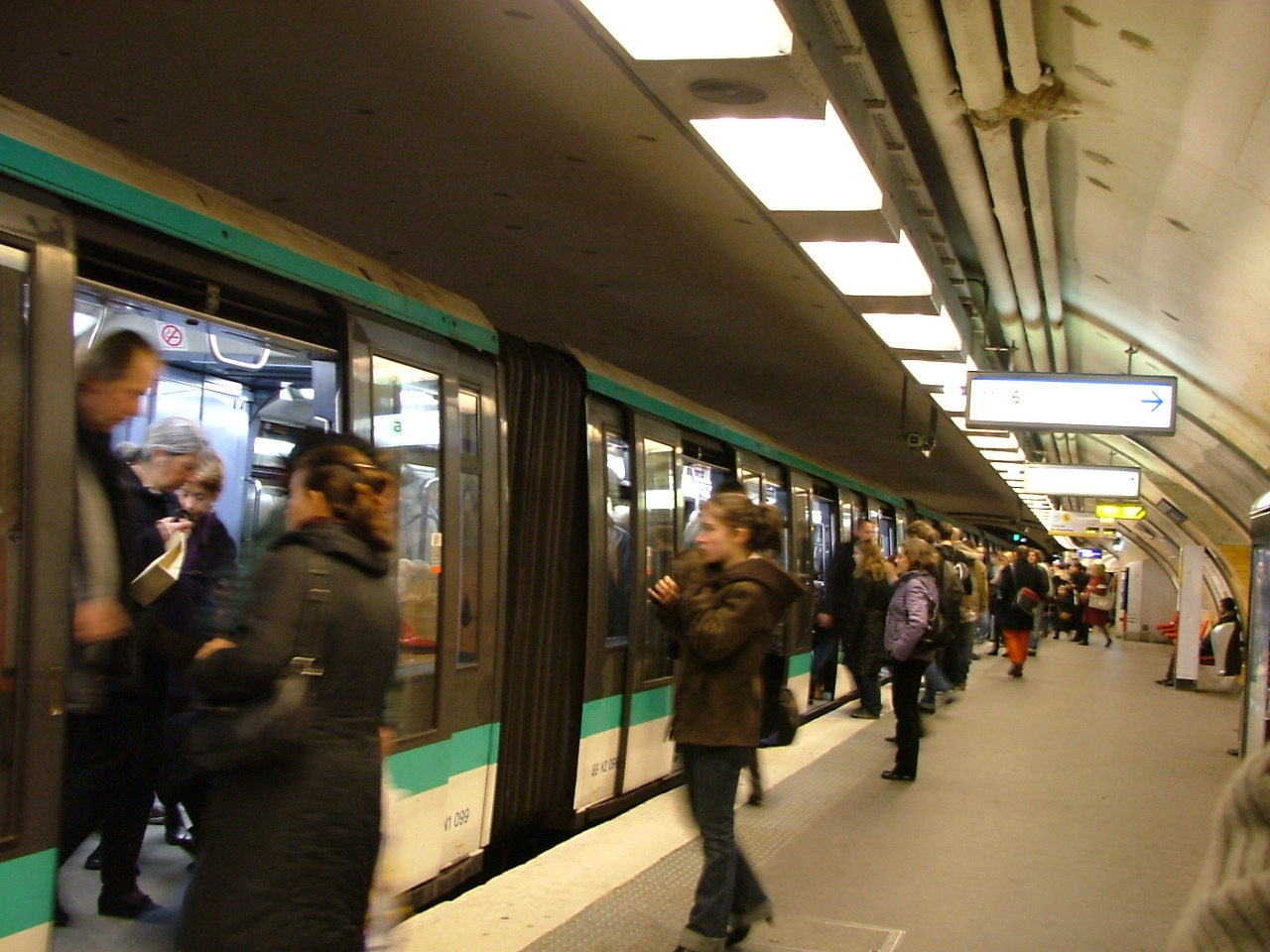
MP 89 sorozatú szerelvény az 1-es vonalon
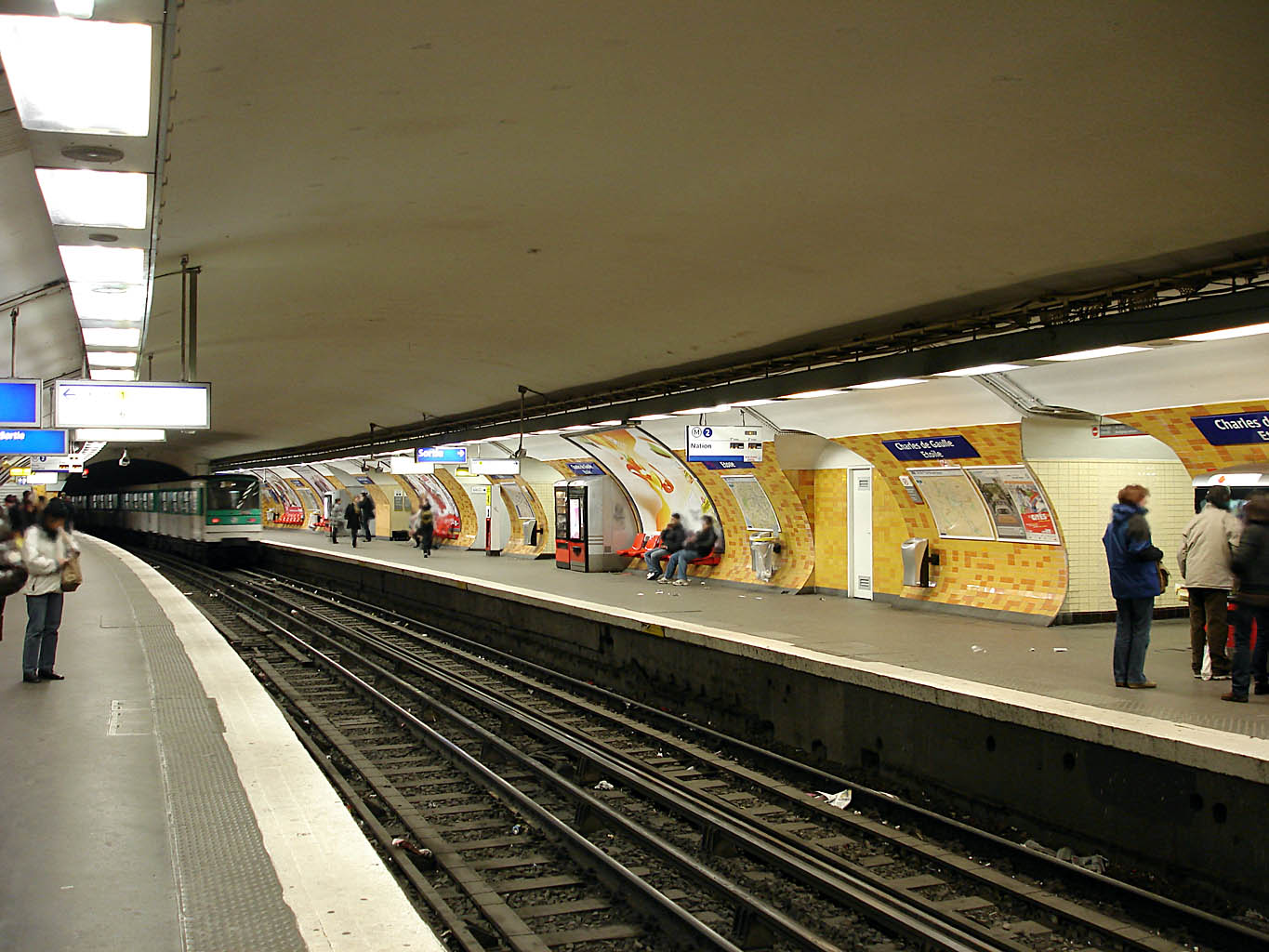
A 2-es vonal peronjai
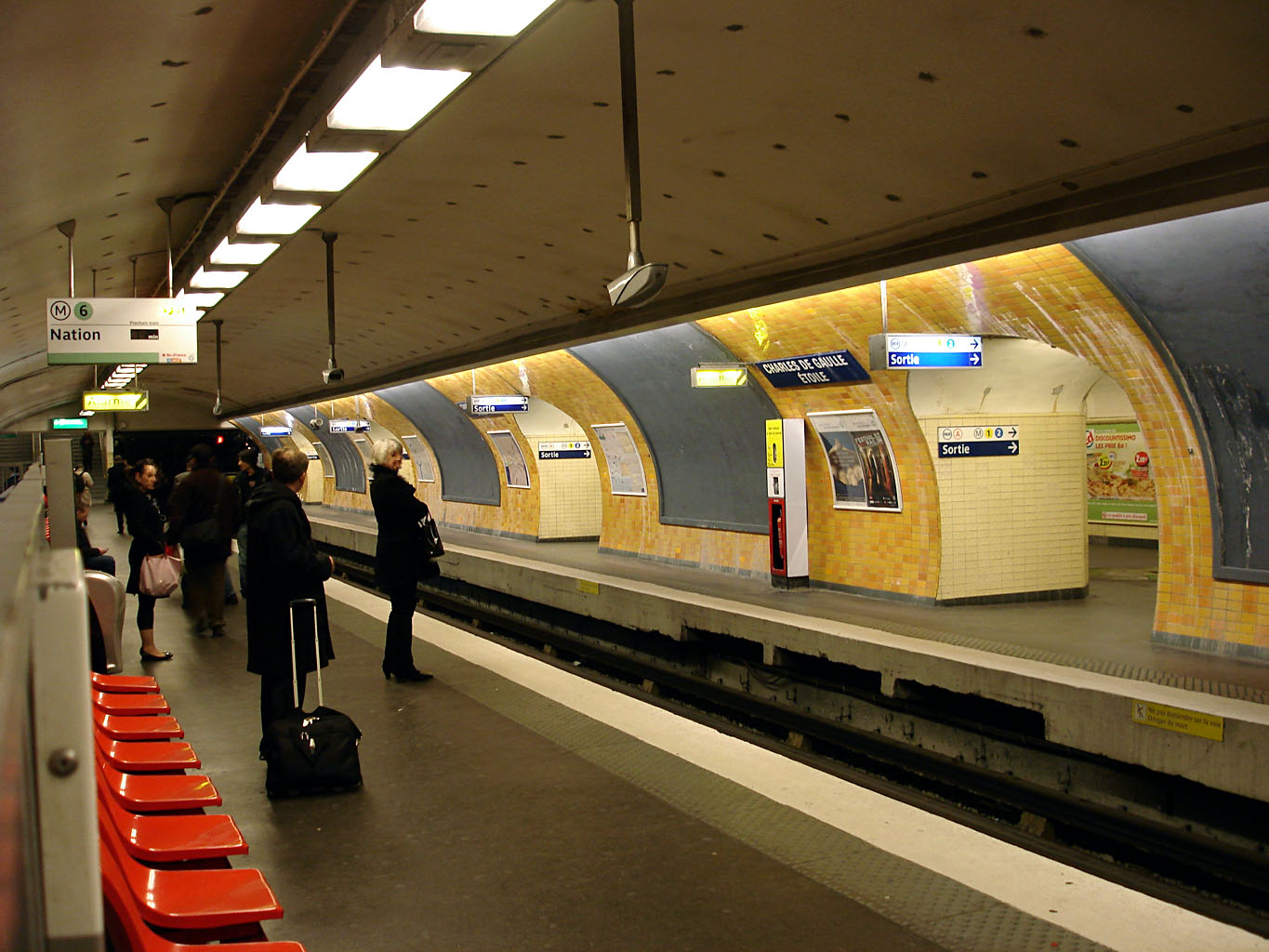
A 6-os vonal peronjai
- MF 67 sorozatú szerelvény a 2-es vonalon
- MP 73 sorozatú szerelvény a 6-os vonalon

### RER

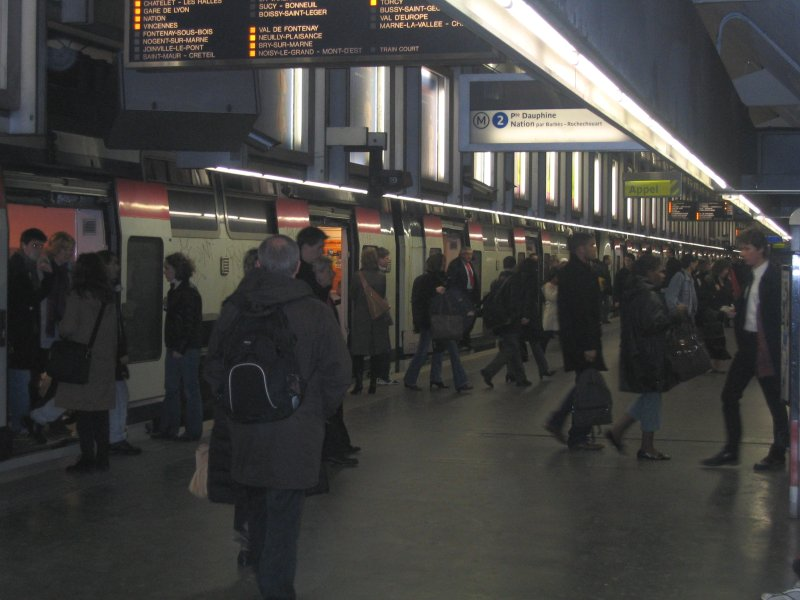
A RER A peronja 2005-ben
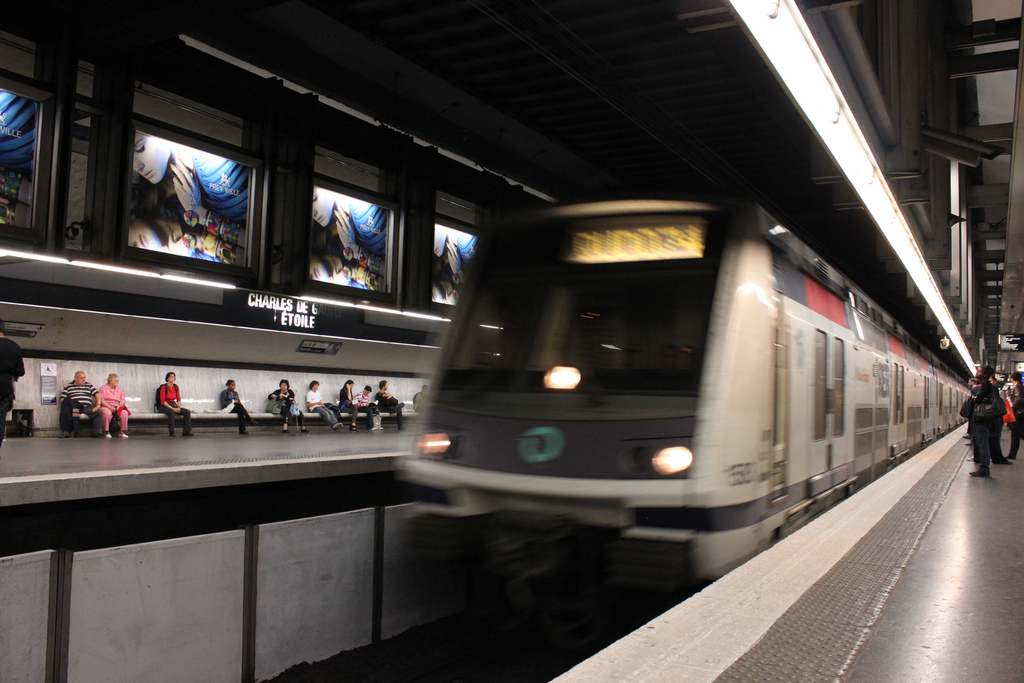
MI 2N sorozatú szerelvény Charles de Gaulle – Étoile állomáson